# کارخانه کربنات سدیم کاوه فیروزآباد
کارخانه کربنات سدیم کاوه بزرگترین کارخانه کربنات سدیم خاور میانه که عملیات اجرایی آن از سال ۸۷ آغاز شده در غرب شهرستان فیروزآباد و در دشت کنارسیاه است که در ۹ مرداد ۱۳۹۹ توسط رئیس‌جمهور ایران با ویدیو کنفرانس به بهره‌برداری رسید.

## ویژگی‌های کارخانه
کارخانه کربنات سدیم فیروزآباد، در زمینی به مساحت ۲۸۰ هکتار، مراحل احداث را طی می‌کند و تاکنون در فاز یک صددرصد پیشرفت فیزیکی و در فاز دو ۹۰ درصد پیشرفت داشته‌است.
بخش قابل توجهی از ماشین آلات به کار رفته در این کارخانه از داخل و بخشی هم از کشور چین تأمین شده و محصولات تولیدی آن نیز در صنایع شیشه‌سازی و شوینده مورد استفاده قرار می‌گیرد.
از دیگر ویژگی‌های این طرح فرآوری مواد معدنی با ارزش افزوده بالا است، معادن بسیار زیادی در اطراف این پروژه داریم که با فعال سازی این پروژه و فعال سازی فازهای بعدی آن تمام مواد اولیه با ارزش افزوده بالاتر قابلیت صادرات دارد.
یکی از ویژگی‌های مهم این کارخانه استفاده از مواد اولیه ای است که در جوار این کارخانه وجود داشته و ۸ معدن در راستای بهره‌برداری از مواد مورد نیاز این صنعت مورد استفاده قرار گرفته تا مواد معدنی مورد نیاز این صنعت بهره‌برداری شود و این صنعت عاملی باشد برای عدم خام فروشی محصولات معدنی در استان فارس این در حالی است که با ایجاد این کارخانه صنایع پایین دستی این صنعت نیز در شهرستان فیروزآباد ایجاد شده‌است
این واحد صنعتی نه‌تنها کشور را از واردات کربنات سدیم بی‌نیاز می‌کند بلکه زمینه صادرات این محصول را نیز فراهم کرده‌است.

## سرمایه‌گذاری و اشتغالزایی
برای راه اندازی این طرح بیش از ۲ هزار و ۶۷ میلیارد تومان توسط بخش خصوصی سرمایه‌گذاری شده‌است که اشتغال ۱۰۰۰ نفری را فراهم کرده‌است.

## ظرفیت تولید[۷]
در بحث اشتغالزایی در کربنات سدیم فیروزآباد با ۳۲۰ هزار تن در سال بیش از هزار نفر مشغول بکار شدند که این موضوع در توسعه منطقه اثرگذار است.
همچنین امکان توسعه در صنایع تکمیلی از جمله صنعت شیشه و بلور و شوینده در اطراف کارخانه کربنات سدیم کاوه وجود دارد.
بحث آبگیری سد هایقر در شهرستان فیروزآباد ۹۰ درصد پیشرفت فیزیکی دارد که اگر این سد توسط وزارت نیرو به بهره‌برداری برسد در بازه زمانی بسیار کوتاه به ظرفیت تولید کربنات سدیم یک میلیون تن تا پایان سال دست می‌یابیم.

## بازار هدف
بازار هدف کارخانه کربنات سدیم فیروزآباد شامل کشورهایی نظیر ترکیه، عراق، هند، کره جنوبی، اندونزی، بنگلادش، اوکراین، یونان، امارات و ارمنستان است.

## ارز آوری
به گفته معاون وزیر صنعت، معدن و تجارت وقت ایران صادقی نیارکی: صنعت کربنات سدیم تنی ۱۵۰ تا ۲۰۰ دلار ارزش صادرات دارد و اگر بتوانیم یک میلیون تن صادر کنیم سالانه افزون بر ۲۰۰ میلیون دلار ارزآوری برای کشور خواهیم داشت.
اگر بتوانیم پروژه تکمیلی شرکت کربنات سدیم کاوه را با تأمین آب راه اندازی کنیم ۲۰۰ میلیون یورو از محل این طرح ارز آوری خواهیم داشت.

## بعضی کاربردهایکربنات سدیم
تولیدات این شرکت در صنایع پایین دستی مثل شیشه و بلور، صنایع شوینده و پاک کننده، تصفیه آب و پتروشیمی‌ها استفاده می‌شود.
کربنات سدیم یکی از مواد اولیه در صنایع آرایشی بهداشتی و نساجی و دباغی، صنایع غذایی، کاغذ و شیمیایی است.